# HMS Stork (L81)
Pour les articles homonymes, voir HMS Stork.
Le HMS Stork  est un sloop britannique, de la classe Bittern, qui participa aux opérations navales contre la Kriegsmarine (marine Allemande) pendant la seconde Guerre mondiale.
Il a servi dans des groupes d'escorte de convois, pour la lutte anti-sous-marine. Il est crédité de la destruction de quatre U-boote.

## Construction
La pose de la quille est faite le 19 juin 1935 dans le chantier naval de William Denny and Brothers de Dumbarton, en Écosse, en tant que navire à usage général qui pourrait être utilisé comme navire d'escorte en temps de guerre.
Il est lancé le 21 avril 1936 et mis en service le 10 septembre de la même année. Il est achevé en tant que navire d'étude non armé, mais avec des dispositions pour un armement d'armes de guerre anti-aériennes et anti-sous-marines.
Après sa mise en service, le Stork est envoyé rejoindre le commandement en chef de la Chine et opère dans les eaux malaises jusqu'en 1939. La guerre en Europe se profilant, il retourne à Devonport au début de 1939 pour une remise en état et l'installation de son armement principal et de ses canons antiaériens.

## Historique du service
Lors du déclenchement des hostilités en septembre 1939, le Stork est toujours en train de se remettre en état; en novembre, il achève ses essais et est affecté au service d'escorte de convois en mer du Nord, sur les routes de la côte Est.
En avril 1940, le Stork participe à la campagne norvégienne et à Narvik, il subit une attaque aérienne, aidant plus tard au sauvetage des survivants du transport polonais MS Chrobry.
En septembre 1940, le Stork est endommagé par une attaque aérienne contre un convoi de la côte Est et passe les six mois suivants à quai.
Le Stork achève ses réparations et ses essais en juin 1941 et en août, sous le commandement du Commander FJ "Johnnie" Walker, et est affecté à la direction du 36e Groupe d'escorte, et est employé pour la sécurité des convois à destination et en provenance de Gibraltar et de l'Atlantique Sud. En décembre 1941, alors qu'ils sont au large de Gibraltar, le Stork et le Samphire attaquent l'U-568, qui est endommagé et contraint de retourner à sa base . Plus tard ce mois-là, le Stork et le 36e Groupe d'escorte escortèrent le convoi HG 76 de Gibraltar vers le pays, accompagné par le nouveau porte-avions d'escorte HMS Audacity et d'autres navires. Au cours du voyage, cinq sous-marins ont été coulés, quatre par des navires du 36e groupe d'escorte, le Stork prenant part à la destruction de l'U-131 et de l'U-574, avec des charges de profondeur. Le Stork aborde et éperonne le U-574.
La Stork continue avec le 36e Groupe d'escorte jusqu'au milieu de 1942. Le 14 avril, alors qu'il était avec le convoi OG 82, le Stork et la corvette HMS Vetch coulent l'U-252 .
Le 15 juin 1942, le convoi HG 84 est attaqué par le Wolfpack Endrass de 9 U-boote (U-71, U-84, U-89, U-132, U-134, U-437, U-552, U-571, U-575); cinq navires sont coulés (représentant 15 858 tonnes), mais malgré ce carnage, Walker et le 36e Groupe d'escorte sont félicités pour leur défense vigoureuse. Au cours de cette action, le Stork et le HMS Gardenia attaquent et endommagent l'U-132, le forçant à se retirer de la zone .
En août, Walker prend le commandement du 20e Groupe d'escorte, avec le Stork comme navire principal. Le 20e Groupe d'escorte est désigné comme groupe de soutien, mais après deux voyages (avec les convois ON 132 et SC 102), le groupe est dissous pour fournir des escortes à l'opération Torch. Alors qu'il escortait le convoi KMS 1 dans la méditerranée, le Stork est torpillé par l'U-77 le 12 novembre au large de l'Algérie .
Il est remorqué à Gibraltar pour des réparations temporaires puis emmenée à Falmouth pour subir d'autres réparations. En juin 1943, sous un nouveau commandement, Stork rejoint le 37e Groupe d'escorte et le 30 août 1943, alors qu'il escorte le convoi SL 135, le Stork avec la corvette HMS Stonecrop, coulent l'U-634 dans l'Atlantique Nord à l'Est des Açores .
En 1944, il fait partie du 116e Groupe d'escorte soutenant l'opération Neptune. En janvier 1945, alors que la guerre en Europe touche à sa fin, le Stork est amarré pour un réaménagement à Portsmouth avant de rejoindre la flotte du Pacifique britannique, mais le travail est retardé et non terminé avant la capitulation japonaise et la fin de la guerre.
Le Stork est mis en réserve, mais en janvier 1946, il est reclassé comme navire officier dans l'escadron de protection des pêches où il sert pendant deux ans avant d'être à nouveau mis en réserve. Il est désarmé et démoli en 1958 .

## Honneurs de bataille
- Norvège : 1940
- Mer du Nord : 1940
- Atlantique : 1940-1944
- Afrique du Nord : 1942
- Normandie : 1944

## Succès
Pendant son service, le Stork a été crédité de la destruction de quatre sous-marins:
| Date             | U-Boot             | Type | Localisation                                                  | Notes |
| ---------------- | ------------------ | ---- | ------------------------------------------------------------- | --- |
| 17 décembre 1941 | Unterseeboot U-131 | IXC  | au large du Cap Saint-Vincent (Portugal) 34° 12′ N, 13° 35′ O | contact par Martlet du 802 Sqdn (HMS Audacity), poursuivi et coulé par des coups de canon de Stanley, Blankney, Exmoor, Pentstemon, Stork, |
| 19 décembre 1941 | U-574              | VIIC | au large de Lisbonne 38° 12′ N, 17° 23′ O                     | Charges de profondeur et éperonné par Stork,                                                                                               |
| 14 avril 1942    | U-252              | VIIC | au Nord-Ouest du Cap Finisterre 47° 00′ N, 18° 14′ O          | contact par le Vetch, Charges de profondeur par Vetch, Stork,                                                                              |
| 30 août 1943     | U-634              | VIIC | à l'Ouest du Cap Finisterre 40° 13′ N, 19° 24′ O              | Charges de profondeur par Stonecrop, Stork,                                                                                                |